# Andrea Matthias Pagani
Andrea Matthias Pagani (* 9. März 1966 in Mannheim) ist ein deutscher Schauspieler, Sänger, Musicaldarsteller.

## Leben

### Ausbildung
Andrea M. Pagani wuchs in Mannheim auf und absolvierte dort 1986 sein Abitur. Seine Ausbildung im Schauspiel erhielt er an der Theaterwerkstatt Mainz von 1989 bis 1992, im Jahr 2004 erhielt er seine klassische Gesangsausbildung.

### Karriere
Das erste Engagement war 1993 in Pforzheim, wo er in Don Carlos und Der zerbrochene Krug zu sehen war. Er trat als Joe Gillis im Musical Sunset Boulevard in Niedernhausen auf. Es folgten Rollen als Theo van Gogh in dem Stück Vincent van Gogh (Schlossfestspiele Ettlingen 2001), Che in Evita am Nationaltheater Mannheim, Harry aus Harry und Sally in Bad Vilbel und Jesus in Jesus Christ Superstar. 2016 verkörperte er den Captain Edward J. Smith im Stück Titanic, das 2016 in Melide abwechselnd in Deutsch und Italienisch aufgeführt wurde. Pagani absolviert Soloprogramme und Konzerte am Klavier.

## Rollen (Auswahl)
- Don Carlos in Don Carlos, Stadttheater Pforzheim (1994)
- Ruprecht in Der zerbrochene Krug, Stadttheater Pforzheim (1996)
- Joe in Sunset Boulevard, Rhein-Main-Theater Niedernhausen (1996–97)
- Chris in Miss Saigon, Apollo Theater Stuttgart (1997–98)
- Marc in Rent, Volksbühne Berlin (1999–2000)
- Valentin in Kuss der Spinnenfrau, Stadttheater Pforzheim (2003)
- Jean Valjean in Les Misérables, Stadttheater Pforzheim (2007–08)
- Ché / Magaldi in Evita, Theater Chemnitz (2009–10)
- Frank n Further in der Rocky Horror Show, Stadttheater Pforzheim (2011–12)
- Friedrich der Große in Friedrich – Mythos und Tragödie,[4] Metropolis Potsdam (2012)
- Conférencier in Cabaret, Stadttheater Gießen (2011–13)
- Dr. Greenson in I wanna be loved by you,[5] Stadttheater Gießen (2012–14)
- Captain Walker in The Who's Tommy,[6] Stadttheater Pforzheim (2013–15)
- Anatoly in Chess, Stadttheater Pforzheim (2014/15)
- Pilatus in Jesus Christ Superstar, Oper Basel (2015/16)
- Captain Edward J. Smith in Titanic,[7] Melide (2016)
- Bäcker in Into the woods, Stadttheater Giessen (2016/17)
- Alberto Knox in Sophies Welt,[8] Gmunden (2017)
- Edna in Hairspray, Konzertdirektion Landgraf Tour (2017/18)
- Albin / Zaza in La Cage aux Folles, Burgfestspiele Bad Vilbel (2018)
- Tito Merelli in Otello darf nicht platzen, Theater Krefeld (2018)
- Zoser in Aida, Freilichtspiele Schwäbisch Hall (2019)
- Conferencier in Das kalte Herz, Theater Hof (2020/21)
- Galas für die Kammeroper Köln (2022)
- Max in Sunset Boulevard, u. a. am Stadttheater Bremerhaven und Opernhaus Kiel (2013/2014/2017/2018/2019/2022)
- Curtis in Sister Act, Freilichtspiele Schwäbisch Hall (2022/23)
- John Merrik und Aaron Kosminski in Jack The Ripper,[9] Theater Hof (2022/23)
- Mad Man In The Curtain in der Uraufführung von Der Soldat und die Tänzerin,[10] Theater Hof (2023)
- Arne in Wie im Himmel, Freilichtspiele Schwäbisch Hall (2023)
- Theo in Ein Lied kann eine Brücke sein – Das Joy Fleming Musical,[11] Bundesgartenschau Mannheim (2023)
- Pirelli in Sweeney Todd, Theater Hof (2024)

## Diskografie und Filmografie
Andrea M. Pagani ist die deutsche Synchrongesangsstimme des Joseph im 2000 erschienenen DreamWorks-Film Joseph – König der Träume. Seine Stimme hört man außerdem im Album Zeppelin, das 2021 von Ralph Siegel produziert wurde, und im Album Jack the Ripper von Frank Nimsgern aus 2022.

## Hörspiele (Auswahl)
- 1993: Wolfgang Jeschke: Science Fiction als Radiospiel: Der Wald schlägt zurück (Baste Grafinger) – Bearbeitung und Regie: Andreas Weber-Schäfer (Original-Hörspiel, Science-Fiction-Hörspiel – SDR)[14]